# Малоукраїнська сільська рада
Малоукраї́нська сільська́ ра́да — колишній орган місцевого самоврядування в Єланецькому районі Миколаївської області. Адміністративний центр — село Малоукраїнка.

## Загальні відомості
- Населення ради: 682 особи (станом на 2001 рік)

## Населені пункти
Сільській раді підпорядковані населені пункти:
- с. Малоукраїнка
- с. Дружелюбівка

## Склад ради
Рада складалася з 12 депутатів та голови.
- Голова ради: Вознюк Петро Іванович
- Секретар ради: Нарська Світлана Андріївна

### Керівний склад попередніх скликань
| ПІБ                        | Основні відомості                                                                | Дата обрання | Дата звільнення |
| -------------------------- | -------------------------------------------------------------------------------- | ------------ | --------------- |
| Вознюк Петро Іванович      | Сільський голова, 1951 року народження, освіта, член Народної партії             | 26.03.2006   | 31.10.2010      |
| Нарська Світлана Андріївна | Секретар сільської ради, 1963 року народження, освіта вища                       | 26.03.2006   | 31.10.2010      |
| Нарська Світлана Андріївна | Секретар сільської ради, 1963 року народження, освіта вища, член Народної партії | 31.10.2010   |                 |

Примітка: таблиця складена за даними сайту Верховної Ради України